# Alfredo Barbacci
Alfredo Barbacci (Ancona, 11 marzo 1896 – Bologna, 21 giugno 1989) è stato un ingegnere e architetto italiano.

## Vita e opere
Nato ad Ancona da genitori toscani, nel 1915 si iscrive all'Università di Bologna, dove si laurea in ingegneria nel 1921 e in architettura nel 1924. Assistente alla cattedra di Architettura tecnica a Bologna (1922-23), dal 1925 al 1963 operò con diversi ruoli nell'ambito delle soprintendenze ai monumenti di diverse parti d'Italia: dal 1925 al 1933 fu a Siena, dove progettò il restauro del Duomo di Pienza; tra il 1933 e il 1935 a Firenze; nel 1935 ad Ancona; dal 1935 al 1939 a Verona; particolarmente significativa fu però la sua attività di soprintendente in Puglia e Lucania (1939-1943) - dove progettò e diresse numerosi restauri di cattedrali romaniche, castelli federiciani ed edifici di culto di età moderna - e negli anni della ricostruzione e del boom economico a Bologna (1943-52), Firenze (1952-60) di nuovo Bologna (1960-63). A partire dal 1949 fu membro per diciotto anni del Consiglio Superiore per le Antichità e le Belle Arti.
Fu inoltre docente di prima di Scienza del restauro e poi di Restauro dei monumenti all'Università di Firenze dal 1948 al 1960.

## Opere
- Il duomo di Pienza e i suoi restauri, La Diana, Siena, 1934.
- Il Restauro dei Monumenti in Italia, Istituto Poligrafico dello Stato, Roma, 1956.
- Il Guasto della città antica e del paesaggio, Le Monnier, Firenze, 1961.
- L'Annunziata. Vita, morte e rinascita di un'antica chiesa francescana di Bologna, Nuova Abes, Bologna, 1968.
- Il volto sfregiato: monumenti centri antichi bellezze naturali paesaggi, Tamari, Bologna, 1971.
- Istruzioni per la condotta dei restauri architettonici, allegato b alla Carta italiana del restauro del 1972.
- Monumenti di Bologna. Distruzioni e restauri, Cappelli, Bologna, 1977.
- Memorie. Una vita per l'arte, Nuova Abes, Bologna, 1983.